# Spýros Iakovídis
Spýros Efstáthios Iakovídis (en grec moderne : Σπύρος Ευστάθιος Ιακωβίδης, né le 28 août 1923 à Athènes où il est mort le 16 juin 2013) est un archéologue grec, spécialiste des fouilles des sites mycéniens.

## Biographie
Pendant la Seconde Guerre mondiale, Spýros Iakovídis fait partie de la Ligue nationale démocratique grecque, une des principales mouvances de la Résistance grecque. En 1940, il se porte volontaire pour protéger les œuvres d'art grecques des armées italiennes et allemandes. Il est décoré de l'ordre du Phénix et la médaille de la Résistance nationale.
Après la guerre, il étudie l'archéologie à l'université d'Athènes et devient docteur en 1962. Il devient ensuite professeur à l'université d'Athènes de 1970 à 1974, professeur invité à l'université de Marbourg de 1976 à 1977, à Heidelberg en 1977, puis enseigne aux États-Unis, à l'Institute for Advanced Study de Princeton en 1978 puis de 1979 à 1991 à l'université de Pennsylvanie.
Il a dirigé des fouilles à Athènes, Eleusis, Pylos, Théra, Stiria, Gla et fouille pendant 50 ans Mycènes et ses fortifications, sous la direction de Georges Mylonas de 1962 à 1985, puis dirige les fouilles du site à la suite de Mylonas. Son ouvrage Αι Μυκηναϊκαί Ακροπόλεις, publié en 1973, est immédiatement considéré comme un ouvrage de référence sur les citadelles mycéniennes, avant d'être traduit en anglais en 1983 sous le titre Late Helladic Citadels on Mainland Greece.

## Publications
- Η Μυκηναϊκή Ακρόπολις των Αθηνών. 1962
- Περατή. 1969–1970
- Αι Μυκηναϊκαί Ακροπόλεις. 1973
- Vormykenische und mykenische Wehrbauten. In: Archaeologia Homerica, Kapitel E, Göttingen 1977, S. 161–221.
- Mykene – Epidauros – Argos – Tiryns – Nauplia. Ekdotike Athenon, Athen 1978.
- Late Helladic Citadels on Mainland Greece. Brill, Leyde 1983,  (ISBN 90-04-06571-7).
- Γλας. Bd. Ι (1989), Bd. ΙΙ (1998)
- Gla and the Kopais in the 13th Century BC. Athènes, 2001
- (en) Elizabeth B. French et Spyros Iakovidis, Archaeological Atlas of Mycenae, Athènes, The archaeological society at Athens library, 2003, 70 p. (ISBN 9789608145405)
- Ανασκαφές Μυκηνών. Bd. 3: Η νοτιοδυτική συνοικία. 2013